# 右大夫詹
右大夫詹（?—?），春秋时期秦国的右大夫。
庶长武當時的國君是秦景公。前562年，楚国子囊向秦国乞师，秦国右大夫詹率军跟随楚共王，将以伐郑国。郑简公迎接他。伐宋国。